# Hans Blum (Architekturtheoretiker)
Hans Blum (erstmals erwähnt 1549 in Zürich, letztmals 1552 in Basel) war ein aus Lohr am Main (Unterfranken) stammender, als Schreiner ausgebildeter Architekturtheoretiker.

## Leben
Hans Blum aus Lohr am Main wird erstmals erwähnt, als er am 18. Juli 1549 in Zürich die Einheimische Rägali (Regula) Kuchymeister heiratete. Am 26. Mai 1550 und am 21. Januar 1552 wurden hier seine beiden Söhne Christoffel und Hans getauft. Im März 1552 erwarb er das Bürgerrecht von Basel und im September des gleichen Jahres das Zunftrecht der dortigen Spinnwetternzunft. Bei dieser Gelegenheit wird er als Tischmacher bezeichnet. Damit ist auch die in der älteren Literatur aufgeworfene Frage nach Blums Beruf eindeutig geklärt. Da Blum nach dem Kauf des Zunftrechts nicht mehr in den Quellen erscheint und sein jüngerer Sohn beim Zürcher Drucker Christoph Froschauer aufwuchs, liegt die Vermutung nahe, dass er kurz nach seiner Übersiedlung nach Basel – etwa an der damals grassierenden Pest – gestorben ist. Seine Gattin und sein älterer Sohn waren möglicherweise bereits tot, als sich Hans Blum – vielleicht angelockt durch den Buchdruck – in Basel niederliess.
Die in der älteren Literatur angeführte Überlieferung, dass Hans Blum in Rom gewesen sei, lässt sich nicht erhärten.

## Bedeutung
Hans Blums 1550 bei Christoph Froschauer in Zürich veröffentlichte Qvinqve Colvmnarvm Exacta descriptio atque deliniatio, die im gleichen Jahr und im gleichen Verlag auch auf Deutsch erschien und mit Holzschnitten illustriert ist, erlebte bis 1662 zahlreiche Neuauflagen und Übersetzungen ins Holländische, Französische und Englische. Blum gilt damit als der einflussreichste Architekturschriftsteller der Renaissance nördlich der Alpen. Er ist der Schöpfer der Gattung „Säulenbuch“, die dadurch gekennzeichnet ist, dass die Säulenlehre isoliert wird. Blums Säulenlehre ist keine eigenständige Leistung, sie ist vielmehr identisch mit derjenigen im vierten der Sette Libri d'architettura des Italieners Sebastiano Serlio; ihr besonderer Erfolg ist darin begründet, dass Serlio durch ein mechanisches Vorgehen Verhältniszahlen entwickelt, die es erlauben, für jede vorgegebene Höhe in jeder Ordnung einschließlich der Postamente sofort die absoluten Maße zu erreichen.

## Schriften
- Qvinqve Colvmnarvm Exacta descriptio atque deliniatio, cum symmetrica earum distributione. Froschauer, Zürich 1550 ().
- Von den fünff Sülen / Gründlicher Bericht / unnd deren eigentliche contrafeyung / nach Symmetrischer uszteilung der Architektur. Froschauer, Zürich 1550 (deutsche Ausgabe von Qvinqve Colvmnarvm Exacta descriptio) .
- Ein kunstreich Buch von allerly antiquiteten so zum verstand der fünff Seulen der architectur gehörend. Froschauer, etwa 1560 .